# 俾鬼捉
《俾鬼捉》，台灣上映時片名為《誰當鬼》，是1986年上映的一部香港恐怖鬼片，由藍乃才執導，王晶策劃，王晶、馮淬帆、王祖賢、高麗虹主演。

## 劇情
本片講述大廈護衛員朱禧（王晶 飾）與其舅父范扁舟（馮淬帆 飾）在一商業大度對抗鬼王的故事。大廈原址實為日军军营，日本皇军鬼王田中大佐念念不忘戰敗之辱，於7月14派鬼兵抓替身。阿靈(高麗虹 飾)於是設下妙計，讓朱禧直闖鬼門關，把皇军鬼王遺體消毀。

## 演員表
| 演員            | 角色                                                                |
| 王晶            | 朱禧(粵語配音：林保全) 范扁舟外甥                                   |
| 馮淬帆          | 范扁舟 朱禧舅父                                                     |
| 王祖賢          | 阿雪(粵語配音：盧素娟) 朱禧女友                                     |
| 高麗虹          | 阿靈(粵語配音：沈小蘭) 阿雪契姐 張天師第三十八代傳人                |
| 徐淑媛          | Judy 鬼倀，以美色誘惑人，然後置其於死地。                           |
| 沈威            | 大廈總經理(粵語配音：金貴)                                          |
| 陳惠敏          | 戴耳龍(粵語配音：朱子聰) 阿雪哥哥 經營高利貸 被變成鬼倀的雞蟲嚇死   |
| 梁鴻華          | 蛋撻(粵語配音：陳永信) 大廈護衛員 死後變成吊靴鬼                    |
| 魚頭雲          | 雞蟲(粵語配音：盧雄) 大廈護衛員 被電視鬼殺死 死後變成鬼倀嚇死戴耳龍 |
| 杜少明          | 電視鬼(粵語配音：朱子聰) 一天看二十小時電視而死 被朱禧打破電視消滅  |
| 陳立品          | 教母 阿雪及戴耳龍之祖母 阿靈契祖母                                  |
| 曹查理          | 太子德(粵語配音：盧雄) 省港澳麻雀王                                 |
| 西瓜刨          |                                                                     |
| 呂紅            |                                                                     |
| 金彪            |                                                                     |
| 黃一飛          | 高利貸公司職員(粵語配音：金貴)                                      |
| 魏添材          |                                                                     |
| 陳勇            |                                                                     |
| 李春華          |                                                                     |
| 何柏光          |                                                                     |
| 徐愛心          |                                                                     |
| 李景帆          |                                                                     |
| 方茹            |                                                                     |
| 張石庵          |                                                                     |
| 雷達            |                                                                     |
| 金天柱          |                                                                     |
| Ken Boyle       |                                                                     |
| 張連平          |                                                                     |
| Patrick FrBezar | 護衛公司老闆                                                        |
| 鄧友祺          |                                                                     |
| 黃偉輝          |                                                                     |

## 外部連結
- 香港影庫上《俾鬼捉》的資料（繁體中文）
- 互联网电影数据库（IMDb）上《俾鬼捉》的资料（英文）